# 山名美和子
山名 美和子（やまな みわこ、1944年8月8日- ）は、日本の作家。
東京都生まれ。早稲田大学文学部卒。公立学校教員を経て、「梅花二輪」で第19回歴史文学賞入賞、作家となる。

## 著書
- 『梅花二輪』新人物往来社 1998
- 『光る海へ』新人物往来社 2003
- 『ういろう物語 一子相伝で受け継がれた、霊薬の秘密と伝統の軌跡』新人物往来社 2010
- 『恋する日本史 やまとなでしこ物語』新人物往来社 2010 のち中経の文庫
- 『戦国姫物語 城を支えた女たち』鳳書院  2012
- 『甲斐姫物語』鳳書院  2013
- 『乙女(ヒロイン)でたどる日本史』2014 だいわ文庫
- 『真田一族と幸村の城』2015 角川新書